# Arrondissement de Vouziers
L'arrondissement de Vouziers est un arrondissement français situé dans le département des Ardennes et la région Grand Est.

## Composition

### Composition avant 2015
Liste des cantons de l'arrondissement de Vouziers
- canton d'Attigny ;
- canton de Buzancy ;
- canton de Grandpré ;
- canton du Chesne ;
- canton de Machault ;
- canton de Monthois ;
- canton de Tourteron ;
- canton de Vouziers.

### Découpage communal depuis 2015
Depuis 2015, le nombre de communes des arrondissements varie chaque année soit du fait du redécoupage cantonal de 2014 qui a conduit à l'ajustement de périmètres de certains arrondissements, soit à la suite de la création de communes nouvelles. Le nombre de communes de l'arrondissement de Vouziers est ainsi de 123 en 2015, 120 en 2016 et 118 en 2017.
Au 1er janvier 2024, l'arrondissement groupe les 118 communes suivantes :
1. Alland'Huy-et-Sausseuil
2. Apremont
3. Ardeuil-et-Montfauxelles
4. Attigny
5. Aure
6. Authe
7. Autruche
8. Autry
9. Bairon et ses environs
10. Ballay
11. Bar-lès-Buzancy
12. Bayonville
13. Beffu-et-le-Morthomme
14. Belleville-et-Châtillon-sur-Bar
15. Belval-Bois-des-Dames
16. La Berlière
17. Bouconville
18. Boult-aux-Bois
19. Bourcq
20. Brécy-Brières
21. Brieulles-sur-Bar
22. Briquenay
23. Buzancy
24. Cauroy
25. Challerange
26. Champigneulle
27. Charbogne
28. Chardeny
29. Chatel-Chéhéry
30. Chevières
31. Chuffilly-Roche
32. Condé-lès-Autry
33. Contreuve
34. Cornay
35. Coulommes-et-Marqueny
36. La Croix-aux-Bois
37. Dricourt
38. Écordal
39. Exermont
40. Falaise
41. Fléville
42. Fossé
43. Germont
44. Givry
45. Les Grandes-Armoises
46. Grandham
47. Grandpré
48. Grivy-Loisy
49. Guincourt
50. Harricourt
51. Hauviné
52. Imécourt
53. Jonval
54. Lametz
55. Lançon
56. Landres-et-Saint-Georges
57. Leffincourt
58. Liry
59. Longwé
60. Machault
61. Manre
62. Marcq
63. Marquigny
64. Mars-sous-Bourcq
65. Marvaux-Vieux
66. Montcheutin
67. Montgon
68. Monthois
69. Mont-Saint-Martin
70. Mont-Saint-Remy
71. Mouron
72. Neuville-Day
73. Noirval
74. Nouart
75. Oches
76. Olizy-Primat
77. Pauvres
78. Les Petites-Armoises
79. Quatre-Champs
80. Quilly
81. Rilly-sur-Aisne
82. La Sabotterie
83. Saint-Clément-à-Arnes
84. Saint-Étienne-à-Arnes
85. Saint-Juvin
86. Saint-Lambert-et-Mont-de-Jeux
87. Saint-Loup-Terrier
88. Sainte-Marie
89. Saint-Morel
90. Saint-Pierre-à-Arnes
91. Saint-Pierremont
92. Sainte-Vaubourg
93. Saulces-Champenoises
94. Sauville
95. Savigny-sur-Aisne
96. Séchault
97. Semide
98. Semuy
99. Senuc
100. Sommauthe
101. Sommerance
102. Sugny
103. Suzanne
104. Sy
105. Tailly
106. Tannay
107. Thénorgues
108. Toges
109. Tourcelles-Chaumont
110. Tourteron
111. Vandy
112. Vaux-Champagne
113. Vaux-en-Dieulet
114. Vaux-lès-Mouron
115. Verpel
116. Verrières
117. Voncq
118. Vouziers

## Démographie
En 2022, l'arrondissement comptait 20 789 habitants.
| 1968   | 1975   | 1982   | 1990   | 1999   | 2006   | 2011   | 2016   | 2021   |
| ------ | ------ | ------ | ------ | ------ | ------ | ------ | ------ | ------ |
| 28 156 | 25 887 | 24 080 | 23 156 | 22 475 | 22 376 | 22 398 | 21 846 | 21 052 |

| 2022   | - | - | - | - | - | - | - | - |
| ------ | - | - | - | - | - | - | - | - |
| 20 789 | - | - | - | - | - | - | - | - |

## Sous-préfets
| Période           | Période          | Identité                 | Fonction précédente                                                                                           | Observation |
| ----------------- | ---------------- | ------------------------ | --- | --- |
| 1884              | 1897             | Emmanuel Delsaux (d)     | | |
| 21 octobre 1898   |                  | Louis Thibon             | | |
| ...               |                  |                          | | |
| 1er novembre 1940 | ...              | Bernard Cornut-Gentille  | | |
| ...               |                  |                          | | |
| 20 mars 1992      | 27 juillet 1994  | Eric Lebegue             | Commissaire de la police nationale                                                                            | - |
| 26 août 1994      | 29 mai 1996      | Jean-Charles Gaschignard | Administrateur civil hors classe                                                                              | Décoré chevalier de l'ordre national de la Légion d'honneur le 24/01/1972 Décoré officier de l'ordre national de la Légion d'honneur le 10/05/1995 |
| 29 mai 1996       | 19 juin 1996     | Jean-Luc Rolland         | Sous-préfet de 2e classe, sous-préfet de Saint-Jean-d'Angély                                                  | - |
| 02 juillet 1996   | 28 août 1998     | Jean-Paul Celet          | Administrateur civil détaché en qualité de sous-préfet de 2e classe, directeur du cabinet du préfet de l'Eure | - |
| 15 avril 1999     | 13 mars 2001     | Roger Goncalves Da Fonte | Administrateur territorial de 1re classe                                                                      | Décoré chevalier de l'ordre national de la Légion d'honneur le 10/10/1991 Décoré officier de l'ordre national de la Légion d'honneur le 14/11/2000 |
| 13 mars 2001      | 07 avril 2005    | Jacques Adans            | Sous-préfet de 1re classe, sous-préfet de Châteaudun                                                          | - |
| 13 juillet 2005   | 20 novembre 2007 | Arthur Soëne             | Directeur d'hôpital                                                                                           | Décoré chevalier de l'ordre national de la Légion d'honneur le 01/09/1995 Décoré officier de l'ordre national de la Légion d'honneur le 07/05/2007 |
| 24 janvier 2008   | 26 août 2010     | Michel Richard           | Premier conseiller du corps des tribunaux administratifs et des cours administratives d’appel                 | |
| 26 août 2010      | 20 juillet 2012  | Joël Dubreuil            | Conseiller d’administration du ministère de l’intérieur, de l’outre-mer et des collectivités territoriales    | |
| 31 juillet 2012   | 05 août 2014     | Jean-Luc Jaeg            | Magistrat de l'ordre judiciaire                                                                               | |
| 31 mars 2015      | 30 avril 2019    | Alain Lizzit             | Administrateur civil hors classe                                                                              | - |
| 29 aout 2019      | 17 février 2022  | Cyrille Lefeuvre         | Administrateur civil                                                                                          | - |
| 17 février 2022   | 07 juin 2023     | Guylaine Baghioni        | Déléguée territoriale de l’Agence régionale de santé Provence Alpes Côte d’Azur                               | Décorée chevalier de l’ordre national de la Légion d’honneur en 2021                                                                               |
| 16 octobre 2023   | En cours         | Hanafi Halil             | Conseiller du corps des tribunaux administratifs et des cours administratives d'appel                         | |